# 6088 Hoshigakubo
6088 Hoshigakubo (1988 UH) là một tiểu hành tinh vành đai chính được phát hiện ngày 18 tháng 10 năm 1988 bởi T. Seki ở Geisei.